# Willem Paerels

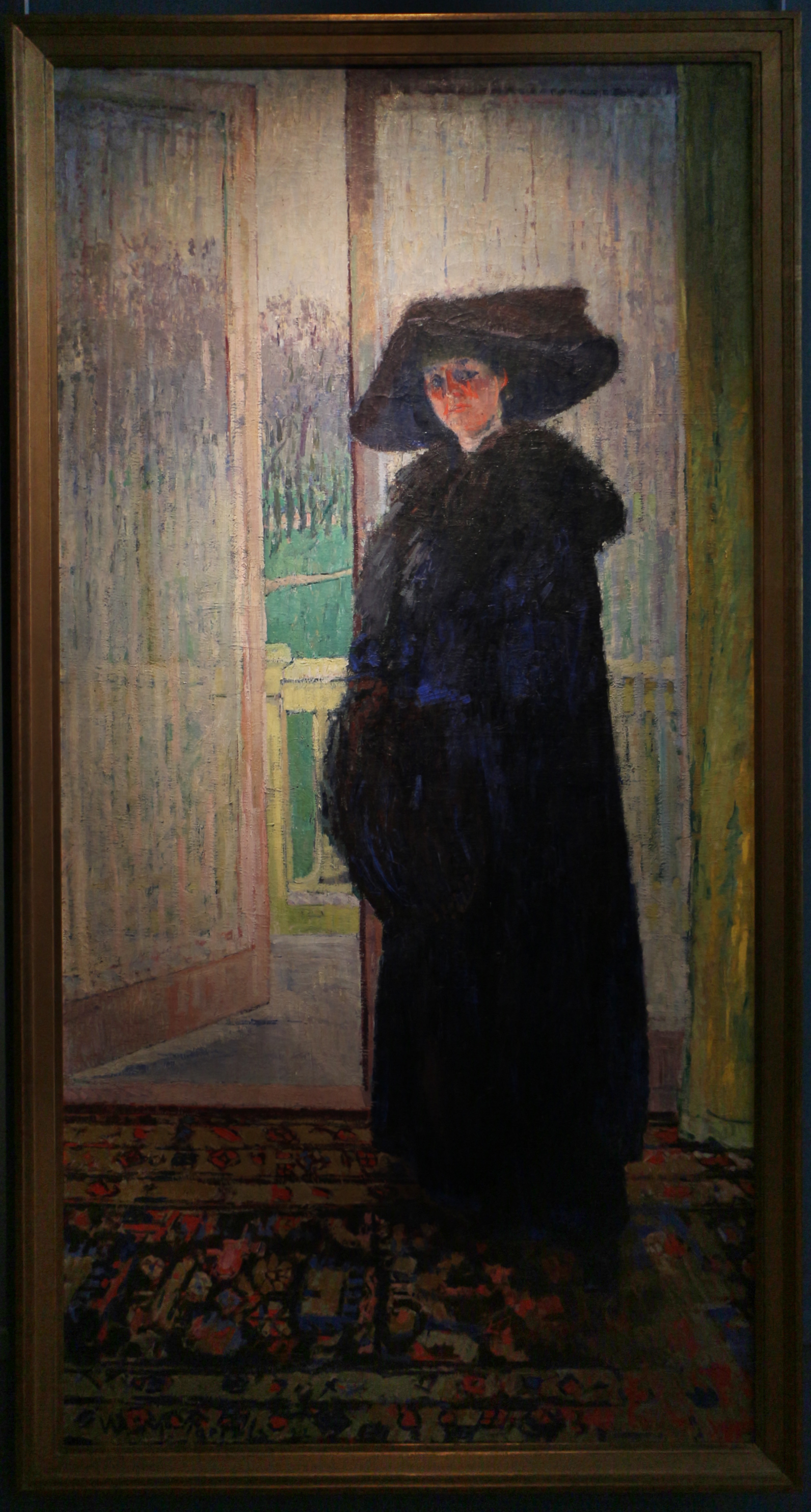
Paerels: Portret van een vrouw, 1912

Willem Adriaan Paerels (Delft, 15 juli 1878 - Eigenbrakel, 10 februari 1962) was een Nederlands-Belgisch kunstschilder. Hij schilderde in de stijl van het impressionisme, het fauvisme en het expressionisme.

## Leven en werk
Paerels werkte al op jeugdige leeftijd in de stoffeerderij van zijn vader, maar vertrok in 1894 naar Brussel en besloot kunstschilder te worden. Hij vormde zichzelf en in 1898 trad hij toe tot de kunstenaarsgroep "Le Labeur". Tot 1912 zou hij ook regelmatig in Parijs vertoeven, waar hij zich vooral liet inspireren door de Franse impressionisten. Daarnaast werd ook de invloed van Pierre Bonnard en Édouard Vuillard zichtbaar en vanaf 1906, na het bezoeken van een tentoonstelling in Gent, van het fauvisme. In deze stijl maakte hij snel naam. Samen met schilders als Rik Wouters, Ferdinand Schirren en Edgard Tytgat werd hij gerekend tot het Brabants fauvisme. Hij exposeerde onder andere bij de genootschappen Vie et Lumière en La Libre Esthétique en op de Salon d'Automne te Parijs.
Tijdens de Eerste Wereldoorlog keerde Paerels terug naar Nederland en werkte vooral in Scheveningen. In 1919 vestigde hij zich weer in België. In de jaren 1920 en 1930 maakte hij diverse reizen, onder andere naar Griekenland, Italië en Zuid-Frankrijk. Zijn latere werk wordt gerekend tot het expressionisme. Paerels werd vooral bekend door zijn havengezichten, maar maakte ook landschappen, stadsgezichten, portretten en stillevens.Ook maakte hij affiches en ontwierp hij decors.
Paerels was getrouwd met Hélène Moulaert, dochter van toondichter Raymond Moulaert. In 1930 liet hij zich tot Belg naturaliseren. In 1955 kreeg hij de Leopoldsorde. Hij overleed in 1962 te Eigenbrakel, nabij Brussel, op 83-jarige leeftijd. Zijn werk is onder andere te zien in de Koninklijke Musea voor Schone Kunsten van België te Brussel, het Museum voor Schone Kunsten Antwerpen, het Museum voor Schone Kunsten Gent, Museum Boijmans Van Beuningen in Rotterdam, het Gemeentemuseum Den Haag, het Noordbrabants Museum te 's-Hertogenbosch en het Museum Prinsenhof Delft.